# Saint-Étiennes sexdagars
Saint-Étiennes sexdagars var ett franskt sexdagarslopp i bancykling som avhölls vid tolv tillfällen i Saint-Étienne från 1928 till 1953. Till och med 1950 hölls tävlingen på våren (mars/april), men från 1951 gick den kring månadsskiftet september/oktober.
Flest segrar, tre stycken, har Piet van Kempen.

## Podieplaceringar
| År         | Vinnare                             | Tvåa                           | Trea                                 |
| 1928       | Lucien Choury Louis Fabre           | Oscar Daemers Kamiel De Clercq | Alfred Beyl Jean Cugnot              |
| 1929       | Georges Peyrode André Mouton        | Lucien Choury Louis Fabre      | Onésime Boucheron René Hournon       |
| 1930       | Piet van Kempen Francis Faure       | André Mouton Jean Schorn       | Paul Wuyard Roger Peix               |
| 1931       | Omer Debruycker Albert Billiet      | Henri Aerts Louis Muller       | Armand Haesendonck August Mortelmans |
| 1932- 1935 | ej avhållet                         |                                |                                      |
| 1936       | Piet van Kempen Jean van Buggenhout | Onésime Boucheron André Mouton | Octave Dayen Georges Wambst          |
| 1937       | Piet van Kempen Jean van Buggenhout | Albert Crossley Jimmy Walthour | Onésime Boucheron André Mouton       |
| 1938       | Cor Wals Marcel Guimbretière        | André Mouton Jan Pijnenburg    | Octave Dayen Michel Pecqueux         |
| 1939- 1948 | ej avhållet                         |                                |                                      |
| 1949       | Émile Carrara Raymond Goussot       | Bernard Bouvard Roger Godeau   | Raymond Louviot Victor Pernac        |
| 1950       | Guy Lapébie Achiel Bruneel          | Ernest Thyssen Maurice Depauw  | Arthur Sérès Roger-Jean Le Nizerhy   |
| 1951       | Robert Naeye Ernest Thyssen         | Émile Carrara Guy Lapébie      | Armin von Büren Walter Bucher        |
| 1952       | Émile Carrara Georges Senfftleben   | Bernard Bouvard Roger Godeau   | Marcel Logerot Roger Piel            |
| 1953       | Ferdinando Terruzzi Lucien Gillen   | Otto Ziege Théo Intra          | Robert Chapatte Henri Surbatis       |